# Хустський краєзнавчий музей
Ху́стський краєзна́вчий музе́й — муніципальний краєзнавчий музей у місті Хусті (Закарпатська область, Україна), зібрання пам'яток з історії та мистецтва Хустщини.
Музей розташований за адресою: вул. Пирогова, буд. 1, м. Хуст (Закарпатська область), Україна.

## З історії закладу
Музей заснований 1963 року як громадський історико-краєзнавчий музей. Засновником та першим директором музею був О. І. Рущак. Експозиція музею була розміщена у пристосованому приміщенні і нараховувала близько тисячі експонатів.
У 1980 році народний музей був реорганізований в Хустський відділ Закарпатського краєзнавчого музею. І нині заклад функціонує на правах відділу обласного краєзнавчого музею. 1981 року відбулося відкриття експозиції Хустського краєзнавчого музею у новому триповерховому приміщенні, над будівництвом якого працював увесь район.
У 2000-му році Хустська міська рада прийняла музей під свою опіку, зробивши його муніципальним. За чверть століття будівля закладу значно зносилася і потребувала невідкладного ремонту, який було розпочато 2007 році. Більшість експонатів вивезено до Ужгородського музею.На сьогоднішній час у музеї працюють 2 наукові працівники-екскурсоводи, які займаються науково-дослідною та культурно-освітньою роботою, 2 доглядачі, один з яких відповідає за фондосховище музею та веде інвентаризацію експонатів. Музей тісно співпрацює з середніми та вищими навчальними закладами міста та району. Проблемою музею є в тому, що наукові працівники не мають змоги проходити підвищення своєї кваліфікації, та мізерна заробітна плата без врахування стажу та інших державних нарахувань не стимулює молодь залишатись тут працювати та розвиватись. Музей потребує поповнення матеріальної бази: стенди та сучасні стелажі з освітленням, комп'ютерну техніку, проектори для показу фільмів, презентацій та автогід. У музеї запроваджено термінал для оплати за відвідування музею та екскурсійне обслуговування. Музей практикує проведення екскурсій по місту та району.

## Експозиція
Експозиція Хустського краєзнавчого музею складається з 7 залів загальною площею 1 500 м². Найбільш повним і цікавим у музеї є зал Карпатської України (1938—1939 рр.), адже Хуст деякий час був столицею цієї української держави. В експозиції зберігається бронзовий божок -богиня Шакті. Вона персоніфікується у жіночому образі та інколи називається «божественою матір'ю» в Індуїзму, часто символізуючи родючість і мати-природу. В залі загальної історії зберігаються унікальні символічні карти Європи початку ХХ століття. Карти були створені напередодні та на початку Першої світової війни. Етнографічна колекція кінця ХІХ поч. ХХ ст. сформувалась за допомогою збирання речей по селам Хустщини та сусідніх районів. Зал Чеського періоду Закарпаття 1919—1939 рр. В залі зберігається меблева гарнітура, посуд, книги, грамофон та радіоприймач марки «Філіпс» п.п. ХХ ст.та маятниковий годинник кінця ХІХ с. Документи та світлини періоду першої Чехословацької республіки, печатки держустанов, шкільне приладдя. В залі ООС розміщено експонати подаровані волонтерами та учасниками бойових дій у війні проти росії. На першому поверсі розташована природнича колекція, яка знайомить відвідувачів з корисними копалинами краю, флорою та фауною Хустщини, а також збірка побутових речей періоду совка (електро програвачі, фотоапарати кіно проектори та ін.), вироби керамічного заводу, лозоплетіння, плетіння з кукурудзяного листя. Тут також розташований підвідділ літературна Хустщина, де представленні книги місцевих письменників, поетів, діячів мистецтва та культури краю. Загалом, експонуються у музеї близько 2000 експонатів, більша частина яких є оригінальними. Інші зберігаються у сховищі (копії, або підлягають реставрації).